# Thuidium varians
Thuidium varians là một loài Rêu trong họ Thuidiaceae. Loài này được Welw. & Duby miêu tả khoa học đầu tiên năm 1872.